# Syrov
Syrov település Csehországban, a Pelhřimovi járásban. Syrov Křelovice, Senožaty, Dunice és Onšov településekkel határos. Lakosainak száma 61 fő (2024. január 1.).

## Népesség
A település lakosságának változását az alábbi diagram mutatja:
| Lakosok száma | 239  | 236  | 246  | 149  | 75   | 57   | 50   | 55   | 49   | 61   |
|               | 1869 | 1900 | 1921 | 1961 | 1980 | 2011 | 2016 | 2019 | 2021 | 2024 |